# Anton van der Nagel
Anton van der Nagel, soms Anton Nagel, was een schaatser uit Zwammerdam die tweemaal achtereen Nederlands kampioen op de kortebaan werd. 
In 1950 eindigde hij op het NK Kortebaan in Westzaan als derde, achter winnaar Nan Rotgans en Theo Janmaat. 	
Vier jaar later werd hij in Kampen Nederlands kampioen kortebaan voor Henk Bakker jr. Opvallend hierbij was dat Henk Bakker sr. als derde eindigde.
In 1955 werd Nagel opnieuw kortebaankampioen, die dat jaar in Amersfoort werd verreden. Henk Bakker jr. werd opnieuw tweede, de derde prijs was voor Jan Harmsma.
| Jaar | Plaats | Kampioenschap |
| ---- | ------ | ------------- |
| 1954 | Goud   | NK Kortebaan  |
| 1955 | Goud   | NK Kortebaan  |